# Terminalia
Pour les articles homonymes, voir Terminalia (Rome antique).
Genre
Classification APG II (2003)
Synonymes
Terminalia est un genre de plantes à fleurs de la famille des Combretaceae. Il est principalement composé de grands arbres, environ 100 espèces réparties dans les régions tropicales du monde.
Le genre doit son nom au latin terminus, en référence au fait que les feuilles apparaissent au bout de ses pousses.
C'est notamment le genre du badamier.

## Chimie
Les arbres de ce genre sont surtout connus comme source de métabolites secondaires telles que les triterpènes cycliques et leurs dérivés, les flavonoïdes, les tanins et d'autres composés aromatiques.

## Liste d'espèces
- Terminalia arjuna  (Roxb.) Wight et Arn.
- Terminalia aubletii Gere & Boatwr.
- Terminalia bellirica (Gaertner) Roxb.
- Terminalia bentzoë (L.) L.f. - Benjoin des Mascareignes
- Terminalia brownii Fresen
- Terminalia carolinensis Kanehira
- Terminalia catappa L.  - Badamier, amande indienne
- Terminalia chebula (Gaertner) Retz.
- Terminalia cherrieri  MacKee.
- Terminalia dichotoma G.Mey.
- Terminalia gatopensis  Guillaumin
- Terminalia glaucescens Planch. ex Benth.
- Terminalia ivorensis Chev. - Framiré
- Terminalia mantaly, amande de Madagascar
- Terminalia muelleri Benth.
- Terminalia novacaledonica  Daeniker
- Terminalia myriocarpa van Heurck & Muell.-Arg.
- Terminalia oblonga (Ruiz et Pavón) Eichler
- Terminalia rubricarpa  Baker f.
- Terminalia subspathula King.
- Terminalia superba Engler & Diels - Fraké
- Terminalia tetraphylla (Aubl.) Gere & Boatwr.

### SelonNCBI(27 juil. 2010)[4]
- Terminalia amazonia
- Terminalia arjuna
- Terminalia bellirica
- Terminalia boivinii
- Terminalia brachystemma
- Terminalia catappa
- Terminalia chebula
- Terminalia complanata
- Terminalia franchetii
- Terminalia guyanensis
- Terminalia hainanensis
- Terminalia ivorensis
- Terminalia kaernbachii
- Terminalia litoralis
- Terminalia mantaly
- Terminalia mollis
- Terminalia muelleri
- Terminalia myriocarpa
- Terminalia oblonga
- Terminalia phanerophlebia
- Terminalia prunioides
- Terminalia sambesiaca
- Terminalia sericea
- Terminalia stenostachya
- Terminalia stuhlmannii
- Terminalia tomentosa
- Terminalia trichopoda

### SelonITIS(20 juillet 2017)[5]
- Terminalia bellirica (Gaertn.) Roxb.
- Terminalia buceras (L.) C. Wright
- Terminalia carolinensis Kaneh.
- Terminalia catappa L.
- Terminalia chebula (Gaertn.) Retz.
- Terminalia ivorensis A. Chev.
- Terminalia molinetii M. Gómez
- Terminalia muelleri Benth.
- Terminalia myriocarpa Van Heurck & Müll. Arg.
- Terminalia oblonga (Ruiz & Pav.) Steud.
- Terminalia samoensis Rech.
- Terminalia sericea Burch. ex DC.
- Terminalia superba Engl. & Diels